# A Coruña (pokrajina)
A Coruña (špa. La Coruña) je španjolska provincija na sjeverozapadu Španjolske, na sjeverozapadnom dijelu autonomne zajednice Galicije. 
U pokrajini živi 1.132.735 stanovnika (1. siječnja 2014.), a prostire se na 7.950 km². Glavni grad pokrajine je La Coruña (galicijski: A Coruña). Službeni jezici su španjolski i galicijski jezik.

## Vanjske poveznice
- Deputación de A Coruña/Diputación de La Coruña (galicijski, španjolski)
- Službene stranice Coruñskog sveučilišta (galicijski, španjolski, engleski)
- Službene stranice Glavne direkcije za turizam galicijske autonomne vlade (gal., špa., eng., fra., nje., port.)